# Gooloogongia
Gooloongongia loomesi
Genre
Espèce
Gooloogongia est un genre éteint de sarcoptérygiens de l'ordre des Rhizodontida et de la famille des Rhizodontidae, ayant vécu en Australie au Dévonien supérieur.
Une seule espèce est rattachée au genre, Gooloongongia loomesi.

## Étymologie
Le genre a été nommé d'après le village de Gooloogong et l'espèce d'après le nom du contremaître responsable de l'excavation en 1993, Bruce Loomes.

## Découverte
Ses fossiles ont été mis au jour au Canowindra, en Australie. 
Ils sont datés du Dévonien supérieur, soit d'il y a environ 370 Ma (millions d'années).

## Description
Avec 90 centimètres de long, ce rhizodonte primitif est l'un des plus petits de son groupe et de son ordre, en particulier si on le compare à Rhizodus, long de 7 mètres.